# Christian Conrad Sophus Danneskiold-Samsøe
Christian Conrad Sophus Danneskiold-Samsøe, född 11 juni 1774, död 6 juni 1823, var en dansk greve, rådman, godsägare och amtman.
Danneskiold-Samsøe var son till Frederik Christian Danneskiold-Samsøe (1722–1778) och Friederike Louisa von Kleist (1747–1814).